# Brasil na Copa do Mundo FIFA de 1994
A edição de 1994 da Copa do Mundo marcou a décima quinta participação do Brasil nessa competição, sendo o único país a participar de todas as edições do torneio da FIFA, fato que persiste até a última edição, em 2022.
O técnico foi Carlos Alberto Parreira, tendo Zagallo como coordenador, e o capitão Dunga. O Brasil conquistou o quarto título, se isolando, à época, como a seleção mais vencedora dos mundiais, e encerrando o jejum de 24 anos sem conquistas.

## Ciclo da Copa
A seleção brasileira começou a preparação para a Copa do Mundo de 1994 tendo Paulo Roberto Falcão como treinador, sucedendo Sebastião Lazaroni após o fracasso na Copa de 1990. A escolha do novo técnico esteve entre o ex-meia, Zagallo, Carlos Alberto Parreira e Gérson. A CBF tentava repetir o sucesso da Alemanha Ocidental, que foi campeã do mundo em 1990 tendo Franz Beckenbauer como treinador sem ter experiência anterior na função, apesar de ter sido auxiliar. Pesquisa do Sistema Brasileiro de Televisão mostrou que o nome de Falcão era o favorito do público com 13% da preferência popular, seguido por Telê Santana com 4%. Falcão já era comentarista esportivo e teria criado o termo Era Dunga.  Um ano depois, em agosto de 1991, Falcão foi demitido após fazer o retrospecto de 15 jogos, 5 vitórias, 7 empates e 3 derrotas (48% de aproveitamento), e ser vice-campeão da Copa América de 1991. A cúpula da CBF acusava Falcão de "sumiços, que por inciativa própria, ficava dias sem aparecer na sede da CBF". Falcão alegou que foi pressionado a convocar jogadores do Rio de Janeiro: "Tinha uma história em que, na época, o futebol carioca não estava legal. Então me colocaram assim: 'De repente, entre convocar um jogador de São Paulo e um jogador do Rio, traz o do Rio se os dois tiverem o mesmo peso'. Aí não dá. Eu vou levar não importa de onde.".
Para substituir Falcão, as especulações caíram sobre os nomes de Carlos Alberto Parreira e Vanderlei Luxemburgo. Confirmado, Parreira treinou a seleção com uma equipe alternativa na Copa América de 1993, sendo derrotado nos pênaltis pela Argentina nas quartas de final. Zagallo foi confirmado como assistente tendo a responsabilidade de cuidar da disciplina. "Não posso deixar que o técnico se exponha diretamente com os jogadores. Alguém tem que fazer esse trabalho. Minha experiência ajuda.".
Nas Eliminatórias, o Brasil estreou com um empate sem gols fora de casa contra o Equador, seguido por uma derrota por 2-0 para a Bolívia, marcando a primeira derrota da seleção na história das Eliminatórias. Uma pesquisa encomendada pelo instituto Datafolha indicava que 67% dos torcedores queriam a saída de Parreira. Após a partida, segundo o atacante Muller: "Parreira ia pedir demissão. Eu, o Ricardo Rocha e outras lideranças, nos reunimos e dizemos que nos jogos de volta íamos voar baixo". Ainda sobre o episódio, o lateral Branco afirmara: "Aquele dia na volta ao Brasil, o Parreira estava querendo vazar. Aí a gente no voo, acho que era eu, o Dunga, Ricardo Rocha, Taffarel, não sei quem mais, pegamos o presidente [Ricardo Teixeira] no avião e falamos com ele. Aí na Granja [Comary, centro de treinamento da CBF] fizemos uma reunião e tiramos essa ideia do Parreira sair da seleção. Aí chega em Recife e tem a ideia do Ricardo Rocha de entrar de mãos dadas (em todos os jogos)". Após essas duas partidas, Careca discutiu com o jornalista Mário Sérgio, que o acusou de ser velho, e pediu para não ser mais chamado. 
Para o terceiro jogo do certame, Parreira trouxe de volta o volante Dunga, contestado por sua atuação no mundial da Itália. A recuperação aconteceu com goleada sobre a Venezuela em San Cristóbal, mas depois ocorreu um novo empate contra o Uruguai em Montevidéu. A seleção apresentava um futebol burocrático, de poucos gols.
Romário havia sido chamado para um amistoso contra a Alemanha em 1992, mas reclamou por ter ficado no banco de reservas. “Ele é desagregador e tem antecedentes. Já tomei minha decisão. O Brasil foi tricampeão do mundo por saber trabalhar junto. É claro que existia talento, mas a união foi um fator fundamental nestas conquistas. Romário quase acaba com nosso trabalho em apenas três dias. O Romário tinha que ter dito na conversa que se achava o titular. O que ele fez foi molecagem, pois tentou jogar a torcida contra nós”, declarou após a partida Zagallo. As seguidas boas atuações do atleta no Barcelona deram origem a um clamor público por sua convocação.
A comissão técnica cedeu ao apelo popular e Romário foi convocado para o jogo decisivo contra o Uruguai, no Estádio do Maracanã, em que o Brasil precisava da vitória para garantir vaga na Copa do Mundo. Antes da partida, a rede britânica de televisão BBC propôs a Barbosa, goleiro do Maracanaço, que fosse até o centro de treinamento da Seleção Brasileira em Teresópolis para gravar uma entrevista entre o ex-goleiro e o então titular, Taffarel. O encontro, no entanto, foi vetado por Parreira: "Proibi mesmo. Não quero contato com Barbosa ou nenhum jogador do passado. Não acrescenta nada".
Em campo, o Brasil derrotou o Uruguai por dois a zero, com ambos os gols de Romário, e garantiu a classificação para a Copa do Mundo na última rodada.

### Artilheiros nas Eliminatórias
4 gols
- Bebeto

3 gols
- Raí
- Ricardo Gomes

2 gols
- Romário
- Palinha
- Branco

1 gols
- Müller
- Dunga
- Evair

### Assistentes nas Eliminatórias
4 Assistências
- Zinho

3 Assistências
- Bebeto

2 Assistências
- Mauro Silva

1 Assistência
- Branco
- Jorginho
- Müller
- Valdeir

### Amistosos
| 23 de Março | Brasil | 2 – 0 | Argentina | Estádio do Arruda, Recife             |
|             | Bebeto |       |           | Árbitro: BRA Wilson Souza de Mendonça |

| 20 de Abril | Paris Saint-Germain | 0 – 0 | Brasil | Parc des Princes, Paris |
|             |                     |       |        | Árbitro: FRA Alain Sars |

| 4 de Maio | Brasil                  | 3 – 0 | Islândia | Estádio da Ressacada, Florianópolis |
|           | Ronaldo · Zinho · Viola |       |          | Árbitro: BRA Dalmo Bozzano          |

| 5 de Junho | Canadá        | 1 – 1 | Brasil  | Estádio Commonwealth, Edmonton       |
|            | Eddy Berdusco |       | Romário | Árbitro: MEX Antonio Marrufo Mendoza |

| 8 de Junho | Brasil                                | 8 – 2 | Honduras                                  | Qualcomm Stadium, San Diego |
|            | Romário · Bebeto · Cafu · Dunga · Raí |       | Luis Enrique Cálix · Eugenio Dolmo Flores | Árbitro: USA Brian Hall     |

| 12 de Junho | Brasil                         | 4 – 0 | El Salvador | Bulldog Stadium, Fresno |
|             | Romário · Bebeto · Zinho · Raí |       |             | Árbitro: USA Brian Hall |

| 23 de Dezembro | Brasil         | 2 – 0 | Iugoslávia | Estádio Olímpico Monumental, Porto Alegre |
|                | Viola · Branco |       |            | Árbitro: BRA José Mocellin                |

## A Copa

### Convocados
Técnico: Carlos Alberto Parreira
| Nº Camisa | Jogador       | Posição                 | Data de nascimento      | Clube               |
| --------- | ------------- | ----------------------- | ----------------------- | ------------------- |
| 1         | Taffarel      | Goleiro                 | 8 de maio de 1966       | Reggiana            |
| 2         | Jorginho      | Lateral Direito         | 17 de agosto de 1964    | Bayern              |
| 3         | Ricardo Rocha | Zagueiro                | 11 de setembro de 1962  | Vasco da Gama       |
| 4         | Ronaldão      | Zagueiro                | 19 de junho de 1965     | Shimizu S-Pulse     |
| 5         | Mauro Silva   | Volante                 | 12 de janeiro de 1968   | Deportivo La Coruña |
| 6         | Branco        | Lateral Esquerdo        | 4 de abril de 1964      | Fluminense          |
| 7         | Bebeto        | Atacante                | 16 de fevereiro de 1964 | Deportivo La Coruña |
| 8         | Dunga         | Volante                 | 31 de outubro de 1963   | Stuttgart           |
| 9         | Zinho         | Meia                    | 17 de junho de 1967     | Palmeiras           |
| 10        | Raí           | Meia                    | 15 de maio de 1965      | Paris Saint-Germain |
| 11        | Romário       | Atacante                | 29 de janeiro de 1966   | Barcelona           |
| 12        | Zetti         | Goleiro                 | 10 de janeiro de 1965   | São Paulo           |
| 13        | Aldair        | Zagueiro                | 30 de novembro de 1965  | Roma                |
| 14        | Cafu          | Lateral Direito         | 19 de junho de 1970     | São Paulo           |
| 15        | Márcio Santos | Zagueiro                | 15 de setembro de 1969  | Bordeaux            |
| 16        | Leonardo      | Lateral Esquerdo        | 5 de setembro de 1969   | São Paulo           |
| 17        | Mazinho       | Volante Lateral Direito | 8 de abril de 1966      | Palmeiras           |
| 18        | Paulo Sérgio  | Meia                    | 2 de junho de 1969      | Bayer Leverkusen    |
| 19        | Muller        | Atacante                | 31 de janeiro de 1966   | São Paulo           |
| 20        | Ronaldo       | Atacante                | 22 de setembro de 1976  | Cruzeiro            |
| 21        | Viola         | Atacante                | 1 de janeiro de 1969    | Corinthians         |
| 22        | Gilmar        | Goleiro                 | 13 de janeiro de 1959   | Flamengo            |

### Convocação
Originalmente, Mozer, Ricardo Rocha e Ricardo Gomes e Márcio Santos foram os zagueiros convocados por Carlos Alberto Parreira. Cerca de um mês antes do mundial, Mozer foi cortado por conta de uma hepatite, sendo substituído por Aldair. Em seguida, Ricardo Gomes também foi cortado após sofrer um estiramento durante um amistoso na véspera da Copa, dando lugar a Ronaldão.
Ricardo Rocha se machucou na estreia, mas continuou com o grupo. O jogador relatou mais tarde: "Fiz uma ressonância no outro dia e pensei que seria cortado. Porque não tem como ficar. Eu poderia ficar bom para o último jogo e os jogadores me chamaram, junto com Parreira, e disseram: "Você vai ficar". E eu tive medo. Acho que é a primeira vez que falo isso. Falei: "Gente, nós temos três zagueiros (Aldair, Márcio Santos e Ronaldão). Se machuca mais um vamos ficar só com dois. Era o início da Copa do Mundo. Então não tem como você ficar numa situação que pode prejudicar vocês. Eles falaram: "Não, você foi importante e vai ficar. Se precisar, Dunga vai pra zagueiro, Mauro Silva... Se não tiver outro zagueiro, claro, mas a gente quer você." Chorei muito quando tive a lesão porque me preparei muito para essa Copa do Mundo, que era minha última. Mas o que acontece, os jogadores conversaram mais uma vez comigo. Romário me chamou, Parreira me chamou. E acordei no outro dia um "outro Ricardo". Se não dá pra ajudar dentro de campo, vou fazer de tudo fora de campo." Dessa forma, mesmo sem atuar, Ricardo Rocha permaneceu como elemento motivador da equipe graças ao seu bom humor e espírito coletivo.
Um pouco antes da estreia, Parreira acertou sua ida ao Valencia. Segundo o empresário Fernando Roig na Folha em 2 de Junho de 1994 : “No final de semana acertei um pré-contrato com o procurador do técnico, o que significa, para mim, meio caminho andado. (…) Acertamos também um acordo com o preparador [físico], que foi indicado pelo Parreira.”. Romário criticou a convocação de Müller alegando que o jogador foi mal nas copas de 1986 e 1990. A declaração abriu uma crise na equipe, com jogadores defendendo Muller. O coordenador-técnico Zagallo, mandou Romário "calar a boca". O técnico Carlos Alberto Parreira pediu que o jogador "ficasse quieto e apenas jogasse seu maravilhoso futebol".

### Campanha
No primeiro jogo, o Brasil venceu a Rússia por 2x0. Com 20 minutos Ricardo Rocha deixou o jogo. Segundo a Folha de S.Paulo, "O técnico da seleção brasileira, Carlos Alberto Parreira, cumpriu quase integralmente suas previsões. Ataque, meio-campo e defesa funcionaram. O teste só não foi completo porque a Rússia, salvo no início do jogo e no meio do segundo tempo, foi completamente dominada. Os meias Raí e Zinho não mais estão presos nos lados do campo, como "assessores" dos laterais Jorginho e Leonardo. Ao contrário, moveram-se pelo campo todo.".
Contra Camarões nova vitória, por 3 a 0. Telê Santana analisou: "Foi uma boa vitória, mas podia ter sido melhor. A seleção brasileira não rendeu tanto quanto no jogo de estreia contra a Rússia, quando o normal seria exatamente o contrário, pois nossos jogadores estavam livres do nervosismo da estreia. Vendo bem, Camarões não foi uma só vez área brasileira em todo o primeiro tempo. E sua defesa não era exatamente sólida. Diante disso, para que tantos homens lá atrás? Para que Mauro Silva e Dunga de cabeças de área e Zinho e Raí embolados no meio campo. Tínhamos pela frente um adversário que nos permitia soltar mais o Dunga e fazer com que Raí e Zinho se projetassem mais.".
No terceiro jogo, Brasil e Suécia empataram por 1 a 1. Foi a primeira partida da seleção brasileira em estádio coberto em sua história. As maiores críticas foram à lentidão e falta de mobilidade do Brasil. Matinas Suzuki Jr.: "Além disso, o esquema idealizado por Parreira na Copa é muito previsível: Raí por um lado, Zinho por outro, tentativa de subida ao ataque dos laterais. Todos os técnicos adversários já manjaram.".
Brasil e Estados Unidos jogaram em San Francisco no dia 4 de Julho, dia do aniversário da independência norte-americana, diante de quase 85 mil pagantes. Vitória do Brasil por 1-0, com tento do atacante Bebeto em raro lance no qual recebeu passe de Romário. A partida ficou marcada pela cotovelada do lateral Leonardo em Tab Ramos, que causou não só a expulsão do lateral pelo resto da Copa, além dos danos físicos ao jogador norte-americano, que só se recuperou definitivamente em dezembro, quando voltou a jogar com o seu clube de então, o Bétis, da Espanha. Matinas Suzuki Jr. criticou: "Foi uma vitória constrangedora de um time medíocre e sem imaginação. Um futebol sem personalidade e medroso.". Telê Santana analisou: "Precisamos dar mais liberdade aos homens que atuam à frente de Mauro Silva. Nossa defesa jogou bem, não teve problemas. Logo, não há necessidade de armarmos barreiras defensivas contra times como o norte-americano.".
Nas quartas de final o Brasil enfrentou a Holanda. A vitória de 3-2, decidida por uma cobrança de falta de Branco, pôs o Brasil na semifinal. Telê Santana analisou "Foi a melhor partida da Copa do Mundo até agora. Mais importante: foi a melhor partida realizada pelo Brasil nos Estados Unidos. Pode-se dizer tudo desta seleção, menos que ela não luta, não se empenha, não tem coração. Muito do que temos feito até aqui deve-se ao entusiasmo dos jogadores.".
Na semifinal, um novo encontro com a Suécia, já adversária na primeira fase. O Brasil venceu por 1-0, gol de Romário, marcando de cabeça em meio à zaga sueca, composta de jogadores bem mais altos. Johan Cruijff elogiou: "Sem dúvida, a partida entre Brasil e Suécia foi, futebolisticamente, a mais bem jogado pela seleção brasileira nos campos dos Estados Unido. Não foram os suecos que se fecharam em sua área. Foram os "canarinhos" que os encurralaram, que fizeram esgotar, em 90 minutos, a força física de uma equipe perfeitamente organizada. O Brasil teve a indiscutível qualidade de dominar sempre, de controlar a partida durante todo o tempo, de impedir que os suecos colocassem o nariz além da sua metade do campo. E, o que é mais louvável, foi um domínio que criou perigo, que propiciou chances de gol. O fato de o Brasil ter marcado somente a dez minutos do final não foi mais do que uma anedota.". O presidente da UEFA, Lennart Johansson, acusou o presidente da FIFA, João Havelange, de favorecer o Brasil. Segundo Johansson, Havelange teria pressionado para mudar de maneira irregular o árbitro que apitou a partida:" O árbitro foi trocado no último segundo por um sul-americano (o colombiano José Joaquín Torres) que mostrou o cartão vermelho a Jonas Thern. Isso foi estranho. Não nego que a entrada de Thern fosse merecedora do cartão amarelo, mas não do vermelho. Essa decisão influiu na partida. Thern era o capitão e sem ele o jogo não foi o mesmo.".
Voltando a uma final de Copa do Mundo após 24 anos, o Brasil enfrentou a Itália, mesma adversária da decisão de 1970. O meia Zinho jogou mais recuado contra a Itália, do que na partida com a Suécia, na semifinal. O técnico Carlos Alberto Parreira decidiu mudar porque considerava os italianos mais perigosos do que os suecos. Parreira: "Vamos jogar diferente porque não podemos nos expor diante de um adversário forte e com jogadores rápidos e habilidosos". Zinho foi apelido de Zinho Enceradeira pelos humoristas do grupo Casseta & Planeta, pois seu posicionamento na Seleção o fazia circular constantemente pelo meio de campo. O apelido foi bastante utilizado pelo narrador Galvão Bueno nas transmissões dos jogos do Brasil na Copa do Mundo FIFA de 1994. Galvão pediu desculpas em 2023.
Chutando vinte e duas vezes ao gol de Gianluca Pagliuca, contra seis do adversário, o time brasileiro atacou até a prorrogação, quando Parreira trocou Zinho por Viola, um atacante genuíno. Romário desperdiçou uma bola sob as traves. Após 120 minutos, a partida acabou 0-0, o que fazia a Copa do Mundo ser decidida na disputa por pênaltis pela primeira vez na história.
Nas cobranças de pênaltis, Franco Baresi, um dos melhores zagueiros do mundo à época, chutou para fora enquanto Márcio Santos chutou para as mãos de Pagliuca; Demetrio Albertini fez 1-0 para a Itália; Romário empatou para o Brasil; Alberigo Evani acertou, fazendo 2-1; Branco tornou a empatar para o Brasil; Daniele Massaro chutou para uma espetacular defesa de Taffarel; Dunga, com muita raça, virou para o Brasil, 3-2; restava Roberto Baggio, craque do time italiano, que chutou para o alto. O Brasil tornou-se o primeiro tetracampeão mundial de futebol, encerrando um jejum de 24 anos sem conquistas. E Dunga levantou a Taça do Mundo, quatro anos depois do jocoso apelido "Era Dunga". Os atletas comemoraram com uma faixa homenageando o piloto Ayrton Senna, tricampeão mundial de Fórmula 1 que falecera dois meses e meio antes em um grave acidente durante o Grande Prêmio de San Marino na cidade italiana de Ímola, onde escreveram "Senna, aceleramos juntos! O tetra é nosso!".
Johan Cruijff se queixou: "Uma final sem gol é o pior para o espetáculo. Uma final que acaba em cobrança de pênaltis depois que nenhuma das seleções foi capaz de marcar um só gol já é por si só o pior dos castigos para o espetáculo. (...) A partida foi ruim e não vale a desculpa de que dificilmente em uma final se pode ver bom futebol. O que acontece é que o Brasil jogou demasiadamente preocupado com seu rival e em nenhum momento conseguiu impor seu domínio de bola." Nenhuma das finais de Copa do Mundo seguintes a ser decidida na disputa de pênaltis (2006 e 2022) teve o placar em branco após o fim da prorrogação. Tostão refletiu: "A seleção de 1994, dirigida por Parreira, não fascinou, mas era muito forte, no individual e no coletivo. Não agradou tanto porque jogou à moda inglesa da época, com duas rígidas linhas de quatro, recuadas, e dois atacantes. Nenhuma equipe do Brasil jogava dessa forma. Era considerado uma retranca. Como os dois volantes atuavam muito atrás e os dois meias muito abertos, com funções defensivas, os atacantes Bebeto e Romário ficavam isolados. O time dependia muito dos contra-ataques e das estocadas. Por outro lado, até hoje, essa é a maneira defensiva de jogar mais eficiente, pois os quatro defensores são protegidos por quatro jogadores de meio-campo.".

## O Voo da Muamba
Na volta ao Brasil, uma série de reportagens do jornal Folha de S.Paulo deu origem ao episódio conhecido como "vôo da muamba". O avião, que partira do Brasil com 3,4 toneladas de bagagem, regressara com 14,4, segundo dados da Receita Federal. O caso mais famoso foi o do lateral Branco, que trazia na bagagem uma cozinha completa, avaliada em US$ 18 mil. O limite legal era US$ 500 por pessoa. Sobre Teixeira, recaiu a acusação de que ele aproveitava a oportunidade para contrabandear equipamentos para o bar El Turf, de sua propriedade, no Rio. A Folha de S.Paulo descreveu a descoberta:
 O avião da Varig que transportou os campeões dos EUA até o Brasil parou primeiro em Recife. Os jogadores desfilaram na capital pernambucana e agradeceram o apoio recebido na despedida rumo ao Mundial. A segunda parada foi em Brasília -para a tradicional visita ao presidente. No Palácio do Planalto, Itamar Franco condecorou a delegação com a medalha do mérito desportivo. Terminada a homenagem, o avião decolou rumo ao Rio para um novo desfile em carro aberto. Antes da festa, no entanto, havia o dever. Como todos os brasileiros que chegam do exterior, a delegação teria que prestar contas à Receita Federal. Teria, porque não prestou, pelo menos não naquele dia -20 de julho de 1994. Quando ficou sabendo que os agentes da Receita queriam inspecionar as bagagens, Teixeira estrilou. Após evocar o título mundial e ralhar com todos no aeroporto do Galeão, o dirigente ligou diretamente para Brasília. Pediu e conseguiu a liberação de todos.
A CBF acusou o então secretário da Receita Federal, Osiris de Azevedo Lopes Filho de querer "aparecer". Foi dele a ordem para que a bagagem de toda a delegação fosse revistada, o que atrasaria o desfile pelas ruas. Osiris de Azevedo Lopes Filho capitaneou a Receita Federal entre 1993 e 1994, durante o governo do ex-presidente Itamar Franco, e conseguiu elevar em 50% a arrecadação no período, sem aumentar a carga tributária. Osiris foi atrás de pessoas que mantinham bens como iates e aviões e os confrontou com sua renda declarada. Após o episódio, Osiris pediu demissão.
A CBF também alegou que, normalmente, na chegada dos voos internacionais apenas alguns passageiros passam pela malha fina da Receita.
O caso teve a aprovação do então ministro da Fazenda, Rubens Ricupero. A Receita Federal deixou de arrecadar pelo menos US$ 1 milhão em impostos. O cálculo da Folha levou em conta o volume da bagagem de 17 toneladas e as listas de compras dos atletas.

### Primeira Fase: Grupo B
| Time     | Pts | J | V | E | D | GF | GC | SG |
| -------- | --- | - | - | - | - | -- | -- | -- |
| Brasil   | 7   | 3 | 2 | 1 | 0 | 6  | 1  | 5  |
| Suécia   | 5   | 3 | 1 | 2 | 0 | 6  | 4  | 2  |
| Rússia   | 3   | 3 | 1 | 0 | 2 | 7  | 6  | 1  |
| Camarões | 1   | 3 | 0 | 1 | 2 | 3  | 11 | -8 |

Brasil vs Rússia
| 20 de Junho de 1994 | Brasil                       | 2–0    | Rússia | Stanford Stadium, Palo Alto                |
| 13:00 PDT           | Romário 26' · Raí 52' (pen.) | Report |        | Público: 81,061 Árbitro: MUS Lim Kee Chong |

| Brasil | Rússia |

| Go                      | 1  | Taffarel      |  |     |
| LD                      | 2  | Jorginho      |  |     |
| ZA                      | 3  | Ricardo Rocha |  | 75' |
| ZA                      | 15 | Márcio Santos |  |     |
| LD                      | 16 | Leonardo      |  |     |
| VO                      | 5  | Mauro Silva   |  |     |
| VO                      | 8  | Dunga         |  | 85' |
| MC                      | 10 | Raí           |  |     |
| MC                      | 9  | Zinho         |  |     |
| AT                      | 7  | Bebeto        |  |     |
| AT                      | 11 | Romário       |  |     |
| Substituições:          |    |               |  |     |
| ZA                      | 13 | Aldair        |  | 75' |
| MC                      | 17 | Mazinho       |  | 85' |
| Técnico:                |    |               |  |     |
| Carlos Alberto Parreira |    |               |  |     |

| GO             | 16 | Dmitri Kharine(c)   |     |     |
| LD             | 2  | Dmitri Kuznetsov    | 78' |     |
| ZA             | 3  | Sergei Gorlukovich  |     |     |
| ZA             | 5  | Yuriy Nikiforov     | 61' |     |
| LE             | 6  | Vladislav Ternavsky |     |     |
| VO             | 7  | Andrei Piatnitski   |     |     |
| MC             | 10 | Valeri Karpin       |     |     |
| MC             | 15 | Dmitriy Radchenko   |     | 77' |
| MF             | 17 | Ilya Tsymbalar      |     |     |
| DF             | 21 | Dmitri Khlestov     | 65' |     |
| FW             | 22 | Sergei Yuran        |     | 55' |
| Substituições: |    |                     |     |     |
| FW             | 9  | Oleg Salenko        |     | 55' |
| MF             | 13 | Aleksandr Borodyuk  |     | 77' |
| Técnico:       |    |                     |     |     |
| Pavel Sadyrin  |    |                     |     |     |

| Bandeirinhas:               |
| El Jilali Rharib (Marrocos) |
| Domenico Ramicone (Itália)  |
| Quarto árbitro:             |
| Fabio Baldas (Itália)       |

Brasil vs Camarões
| 24 de Junho de 1994 | Brasil                                       | 3–0    | Camarões | Stanford Stadium, Palo Alto                       |
| 13:00 PDT           | Romário 39' · Márcio Santos 66' · Bebeto 73' | Report |          | Público: 83,401 Árbitro: MEX Arturo Brizio Carter |

| Brasil | Camarões |

| GO                      | 1  | Taffarel      |     |     |
| LD                      | 2  | Jorginho      |     |     |
| ZA                      | 13 | Aldair        |     |     |
| ZA                      | 15 | Márcio Santos |     |     |
| LD                      | 16 | Leonardo      |     |     |
| VO                      | 5  | Mauro Silva   | 44' |     |
| VO                      | 8  | Dunga         |     |     |
| MC                      | 10 | Raí           |     | 81' |
| MC                      | 9  | Zinho         |     | 75' |
| AT                      | 7  | Bebeto        |     |     |
| AT                      | 11 | Romário       |     |     |
| Substituições:          |    |               |     |     |
| MC                      | 18 | Paulo Sérgio  |     | 75' |
| AT                      | 19 | Müller        |     | 81' |
| Técnico:                |    |               |     |     |
| Carlos Alberto Parreira |    |               |     |     |

| GK             | 1  | Joseph-Antoine Bell |     |     |
| DF             | 3  | Rigobert Song       | 63' |     |
| MF             | 6  | Thomas Libiih       |     |     |
| FW             | 7  | François Omam-Biyik |     |     |
| MF             | 8  | Emile Mbouh         |     |     |
| FW             | 10 | Louis-Paul Mfédé    |     | 71' |
| DF             | 13 | Raymond Kalla       | 37' |     |
| DF             | 14 | Stephen Tataw(c)    | 8'  |     |
| DF             | 15 | Hans Agbo           |     |     |
| MF             | 17 | Marc-Vivien Foé     |     |     |
| FW             | 19 | David Embé          |     | 64' |
| Substituições: |    |                     |     |     |
| FW             | 9  | Roger Milla         |     | 64' |
| MF             | 11 | Emmanuel Maboang    |     | 71' |
| Técnico:       |    |                     |     |     |
| Henri Michel   |    |                     |     |     |

| Bandeirinhas: Douglas James (Trinidad and Tobago) Carl-Johan Meyer Christensen (Denmark) Quarto árbitro: Peter Mikkelsen (Denmark) |

Brasil vs Suécia
| 28 de Junho de 1994 | Brasil      | 1–1    | Suécia           | Pontiac Silverdome, Pontiac              |
| 16:00 EDT           | Romário 46' | Report | K. Andersson 23' | Público: 77,217 Árbitro: HUN Sándor Puhl |

| Brasil | Suécia |

| GO                      | 1  | Taffarel      |     |     |
| LD                      | 2  | Jorginho      |     |     |
| ZA                      | 13 | Aldair        | 23' |     |
| ZA                      | 15 | Márcio Santos |     |     |
| LD                      | 16 | Leonardo      |     |     |
| VO                      | 5  | Mauro Silva   |     | 45' |
| VO                      | 8  | Dunga         |     |     |
| MC                      | 9  | Zinho         |     |     |
| MC                      | 10 | Raí           |     | 83' |
| AT                      | 7  | Bebeto        |     |     |
| AT                      | 11 | Romário       |     |     |
| Substituições:          |    |               |     |     |
| MF                      | 17 | Mazinho       |     | 45' |
| MF                      | 18 | Paulo Sérgio  |     | 83' |
| Técnico:                |    |               |     |     |
| Carlos Alberto Parreira |    |               |     |     |

| GK             | 1  | Thomas Ravelli   |     |     |
| DF             | 2  | Roland Nilsson   |     |     |
| DF             | 3  | Patrik Andersson |     |     |
| DF             | 5  | Roger Ljung      |     |     |
| MF             | 6  | Stefan Schwarz   |     | 75' |
| FW             | 7  | Henrik Larsson   |     | 65' |
| MF             | 8  | Klas Ingesson    |     |     |
| MF             | 9  | Jonas Thern(c)   |     |     |
| FW             | 11 | Thomas Brolin    |     |     |
| DF             | 14 | Pontus Kåmark    |     |     |
| FW             | 19 | Kennet Andersson |     |     |
| Substituições: |    |                  |     |     |
| MF             | 21 | Jesper Blomqvist |     | 65' |
| MF             | 18 | Håkan Mild       | 83' | 75' |
| Técnico:       |    |                  |     |     |
| Tommy Svensson |    |                  |     |     |

| Bandeirinhas: Sándor Márton (Hungary) Luc Matthys (Belgium) Quarto árbitro: Manuel Díaz Vega (Spain) |

### Oitavas
Brasil vs Estados Unidos
| 4 de Julho de 1994 | Brasil     | 1 – 0  | Estados Unidos | Stanford Stadium, Stanford                |
| 12:35              | Bebeto 72' | Report |                | Público: 84,147 Árbitro: FRA Joël Quiniou |

| Brasil | Estados Unidos |

| GO                      | 1  | Taffarel      |     |     |
| LD                      | 2  | Jorginho      | 16' |     |
| ZA                      | 13 | Aldair        |     |     |
| DF                      | 15 | Márcio Santos |     |     |
| DF                      | 16 | Leonardo      | 43' |     |
| MF                      | 5  | Mauro Silva   |     |     |
| MF                      | 8  | Dunga         |     |     |
| MF                      | 9  | Zinho         |     | 69' |
| MF                      | 17 | Mazinho       | 8'  |     |
| FW                      | 7  | Bebeto        |     |     |
| FW                      | 11 | Romário       |     |     |
| Substituições:          |    |               |     |     |
| DF                      | 14 | Cafu          |     | 69' |
| Técnico:                |    |               |     |     |
| Carlos Alberto Parreira |    |               |     |     |

| GK               | 1  | Tony Meola (c)   |          |     |
| DF               | 5  | Thomas Dooley    | 80'      |     |
| DF               | 17 | Marcelo Balboa   |          |     |
| DF               | 20 | Paul Caligiuri   | 49'      |     |
| DF               | 21 | Fernando Clavijo | 64', 85' |     |
| DF               | 22 | Alexi Lalas      |          |     |
| MF               | 7  | Hugo Pérez       |          | 66' |
| MF               | 9  | Tab Ramos        | 43'      | 45' |
| MF               | 13 | Cobi Jones       |          |     |
| MF               | 16 | Mike Sorber      |          |     |
| FW               | 8  | Earnie Stewart   |          |     |
| Substituições:   |    |                  |          |     |
| FW               | 11 | Eric Wynalda     |          | 45' |
| FW               | 10 | Roy Wegerle      |          | 66' |
| Técnico:         |    |                  |          |     |
| Bora Milutinović |    |                  |          |     |

### Quartas
Países Baixos vs Brasil
| 9 de Julho de 1994 | Países Baixos             | 2 – 3  | Brasil                                | Cotton Bowl, Dallas                          |
| 14:35              | Bergkamp 64' · Winter 76' | Report | Romário 53' · Bebeto 63' · Branco 81' | Público: 63,500 Árbitro: CRI Rodrigo Badilla |

| Países Baixos | Brasil |

| GK             | 1  | Ed de Goeij       |     |     |
| MF             | 3  | Frank Rijkaard    |     | 65' |
| DF             | 4  | Ronald Koeman (c) |     |     |
| MF             | 5  | Rob Witschge      |     |     |
| MF             | 6  | Jan Wouters       | 89' |     |
| MF             | 7  | Marc Overmars     |     |     |
| MF             | 8  | Wim Jonk          |     |     |
| FW             | 10 | Dennis Bergkamp   |     |     |
| DF             | 18 | Stan Valckx       |     |     |
| FW             | 19 | Peter van Vossen  |     | 54' |
| MF             | 20 | Aron Winter       | 40' |     |
| Substituições: |    |                   |     |     |
| FW             | 11 | Bryan Roy         |     | 54' |
| MF             | 9  | Ronald De Boer    |     | 65' |
| Técnico:       |    |                   |     |     |
| Dick Advocaat  |    |                   |     |     |

| GK                      | 1  | Taffarel      |     |     |
| DF                      | 2  | Jorginho      |     |     |
| DF                      | 13 | Aldair        |     |     |
| DF                      | 15 | Márcio Santos |     |     |
| DF                      | 6  | Branco        |     | 90' |
| MF                      | 5  | Mauro Silva   |     |     |
| MF                      | 8  | Dunga         | 74' |     |
| MF                      | 9  | Zinho         |     |     |
| MF                      | 17 | Mazinho       |     | 81' |
| FW                      | 7  | Bebeto        |     |     |
| FW                      | 11 | Romário       |     |     |
| Substituições:          |    |               |     |     |
| MF                      | 10 | Raí           |     | 81' |
| DF                      | 14 | Cafu          |     | 90' |
| Técnico:                |    |               |     |     |
| Carlos Alberto Parreira |    |               |     |     |

### Semifinal
Sweden vs Brasil
| 13 de Julho de 1994 | Suécia | 0 – 1  | Brasil      | Rose Bowl, Pasadena                             |
| 16:05               |        | Report | Romário 80' | Público: 91,856 Árbitro: COL José Torres Cadena |

| Suécia | Brasil |

| GK             | 1  | Thomas Ravelli    |     |     |
| DF             | 2  | Roland Nilsson    |     |     |
| DF             | 3  | Patrik Andersson  |     |     |
| DF             | 4  | Joachim Björklund |     |     |
| DF             | 5  | Roger Ljung       | 29' |     |
| MF             | 8  | Klas Ingesson     |     |     |
| MF             | 9  | Jonas Thern (c)   | 63' |     |
| FW             | 10 | Martin Dahlin     |     | 68' |
| FW             | 11 | Tomas Brolin      | 86' |     |
| MF             | 18 | Håkan Mild        |     |     |
| FW             | 19 | Kennet Andersson  |     |     |
| Substituições: |    |                   |     |     |
| MF             | 17 | Stefan Rehn       |     | 68' |
| Técnico:       |    |                   |     |     |
| Tommy Svensson |    |                   |     |     |

| GK                      | 1  | Taffarel      |    |     |
| DF                      | 2  | Jorginho      |    |     |
| DF                      | 13 | Aldair        |    |     |
| DF                      | 15 | Márcio Santos |    |     |
| DF                      | 6  | Branco        |    |     |
| MF                      | 5  | Mauro Silva   |    |     |
| MF                      | 8  | Dunga         |    |     |
| MF                      | 9  | Zinho         | 3' |     |
| MF                      | 17 | Mazinho       |    | 45' |
| FW                      | 7  | Bebeto        |    |     |
| FW                      | 11 | Romário       |    |     |
| Substituições:          |    |               |    |     |
| MF                      | 10 | Raí           |    | 45' |
| Técnico:                |    |               |    |     |
| Carlos Alberto Parreira |    |               |    |     |

## Final
| 17 de julho   | Brasil | 0 – 0 (pro) | Itália | Rose Bowl, Pasadena |
| 12:30 (UTC−7) |        | Relatório   |        | Público: 94 194 Árbitro: HUN Sándor Puhl Assistente 1:PAR Venancio Zarate Assistente 2: IRN Mohammed Fanaei Quarto Árbitro:ARG Francisco Lamolina |

|                                    |       | Penalidades                              |  |
| Márcio Santos Romário Branco Dunga | 3 – 2 | Baresi Albertini Evani Massaro R. Baggio |  |

| Brasil | Itália |

| BRASIL:                 |    |               |     |      |
|                         |    |               |     |      |
| G                       | 1  | Taffarel      |     |      |
| LD                      | 2  | Jorginho      |     | 21'  |
| Z                       | 13 | Aldair        |     |      |
| Z                       | 15 | Márcio Santos |     |      |
| LE                      | 6  | Branco        |     |      |
| V                       | 5  | Mauro Silva   |     |      |
| V                       | 8  | Carlos Dunga  |     |      |
| M                       | 17 | Mazinho       | 4'  |      |
| M                       | 9  | Zinho         |     | 106' |
| A                       | 11 | Romário       |     |      |
| A                       | 7  | Bebeto        |     |      |
| Substituições:          |    |               |     |      |
| LD                      | 14 | Cafu          | 87' | 21'  |
| A                       | 21 | Viola         |     | 106' |
| Treinador:              |    |               |     |      |
| Carlos Alberto Parreira |    |               |     |      |

| ITÁLIA:        |    |                    |     |     |
|                |    |                    |     |     |
| G              | 1  | Gianluca Pagliuca  |     |     |
| LD             | 8  | Roberto Mussi      |     | 35' |
| Z              | 6  | Franco Baresi      |     |     |
| Z              | 5  | Paolo Maldini      |     |     |
| LE             | 3  | Antonio Benarrivo  |     |     |
| MD             | 14 | Nicola Berti       |     |     |
| M              | 13 | Dino Baggio        |     | 95' |
| M              | 11 | Demetrio Albertini | 42' |     |
| ME             | 16 | Roberto Donadoni   |     |     |
| A              | 10 | Roberto Baggio     |     |     |
| A              | 19 | Daniele Massaro    |     |     |
| Substituições: |    |                    |     |     |
| LD             | 2  | Luigi Apolloni     | 41' | 35' |
| M              | 17 | Alberigo Evani     |     | 95' |
| Treinador:     |    |                    |     |     |
| Arrigo Sacchi  |    |                    |     |     |